# Collerson Lake
Der Collerson Lake (in Australien Lake Collerson) ist ein kleiner, nierenförmiger See im ostantarktischen Prinzessin-Elisabeth-Lands. Er liegt 2,5 km südwestlich des Club Lake in den Vestfoldbergen.
Der Geologe Kenneth D. Collerson, nach dem das Antarctic Names Committee of Australia (ANCA) den See am 18. Mai 1971 benannte, hatte an dessen Ufer zu geologischen Untersuchungen im Januar 1970 ein Lager errichtet.